# Список печер Індії
Нижче представлений Список печер Індії.
Декілька десятків невеликих  печер відомі у північних штатах Індії. У багатьох невеликих печерах споруджені буддійські храми. Безліч дрібних порожнин відома на плато Декан, складеному базальтами і андезитами.

## Список
- Амарнатх
- Барабар
- Белум Гухалу (довжина 3225 м)
- Бутта Гухалу (глибина 85 м)
- Катар Кува (глибина 76 м)
- Матангапарватам (довжина 288 м)
- Саптапарні
- Чандрашала
- Печери Едаккал